# Holocène (festival)
 (mai 2020).
Pour l’article homonyme, voir Holocène.
Le Festival Holocène a lieu chaque année depuis 2017 dans l’agglomération de Grenoble. Il est organisé par l'entreprise Le Périscope et dirigé par Sylvain Nguyen. C'est le premier festival urbain de l'année où les têtes d'affiche de musiques urbaines internationales et nationales côtoient des artistes émergents.
Le festival emploie en moyenne 300 personnes sur une édition et s'affirme comme un acteur de l'économie locale en proposant de la nourriture et des boissons locales, en embauchant des personnes de la région grenobloise et en en travaillant avec des associations locales. Après deux premières éditions à la fin de l'hiver, le festival a eu lieu en 2019 à la fin de l'été dans le but de moins subir l'ombre du festival Tomorrowland Winter. Au fil de ses éditions, "Holocène tend à se féminiser avec une troisième édition presque paritaire" alors qu'il y a seulement 5 artistes féminines programmées et plus de 19 artistes masculins pour sa quatrième édition. Le festival Holocène est avant tout un festival humoristique où l'on détourne le sens des mots en se les appropriant pour avoir une jolie communication et ainsi fédérer son public.

## Le Périscope
Le Périscope est une entreprise fondée en 2001 qui organise des festivals grenoblois comme Holocène et le Musée Électronique Festival.
L'entreprise produit aussi des spectacles et concerts, notamment Gauvain Sers, Hilight Tribe, Ben Mazué, Youssoupha, Davodka, Oldelaf, Youv Dee, Hatik, Jahneration et Les Ogres de Barback. Ils utilisent des salles de la région AURA telles que La Belle Électrique, L'Ampérage, L'Heure Bleue (Saint-Martin-d'Hères), L'Ilyade (Seyssinet-Pariset), la Vence Scène (Saint-Égrève), La Source (Fontaine), Le Spot (Mâcon).
Ils représentent les artistes : Cancre, Ckraft, Clément Bazin, James Baker, JJ Lova, R.Can, Reӱn, Rouquine, Sauvan, Sierra, Sokuu, Suzuya, The Dead South, Vanille et William Crighton.

## Différentes éditions

### Première édition
Pour sa première édition du 2 au 11 mars 2017, le festival s'est établi sur plusieurs lieux dans la région : Le Summum de Grenoble, L'Ampérage, la Bifurk, L'Ilyade et La Belle Électrique. Cette édition a réuni 10 000 spectateurs.
Jeudi 2 mars (au Summum) : Bon Air, Féfé, Fréro Delavega et Lamuzgueule.
Vendredi 3 mars (au Summum): Carpenter Brut, Cash Misère, Collapsus, Deyosan, General Elektriks, Naive New Beaters, Salut C'est Cool, Soviet Suprem et Radio Goulash.
Samedi 4 mars (à l'Alpexpo) : Broken Back, Comah, Dusty Kid, Étienne de Crécy, Jabberwocky, Joachim Pastor, Madame, Miss K8, Møme, N'to, Popof et Vandal.
Mercredi 8 mars (à l'Ampérage) : Tim Dup.
Jeudi 9 mars (à l'Ilyade) : Magma.
Vendredi 10 mars (à la Belle Électrique et la Vence Scène) : Georgio, Josman et Redouanne Harjane.
Samedi 11 mars (à la Bifurk) : Charlie's Frontier Fun Town, General Clusters, Julie Bally, Pogo Car Crash Control et The Chainsaw Blues Cowboys.

### Deuxième édition
Du 27 février au 3 mars 2018, le festival a réuni 12 000 festivaliers sur trois endroits différents : La Belle Électrique, L'Heure Bleue et Alpexpo
Mardi 27 février (à la Belle Électrique) : Davodka, Lord Esperanza, Nelick, XTRM Tour: Di-Meh, Makala et Slimka.
Mercredi 28 février (à L'Heure Bleue) : Ben Mazué, Pomme et Caruso.
Jeudi 1er mars (à la Belle Électrique) : Cannibal Corpse, The Black Dahlia Murder et In Arkadia.
Samedi 3 mars (Alpexpo) :
- Main Stage : Boris Brejcha, Neelix, Mr Cardboard, Feder, Cosmic Boys, Petit Biscuit, JM, Fakear, Axero, Prequell, Le Monkey.
- Pandemic Stage : Darktek, Jacidorex, Radical Redemption, The Sickest Squad, The Freak Factory, Detest, Le Bask et The Satan.
- Rex Club Stage : Anetha, Antigone, Zadig, Kosme et Pause[7].

### Troisième édition
Les 18 et 19 octobre 2019 à Alpexpo, le festival a regroupé 28 artistes sur les trois scènes différentes.
Vendredi 18 octobre 2019 :

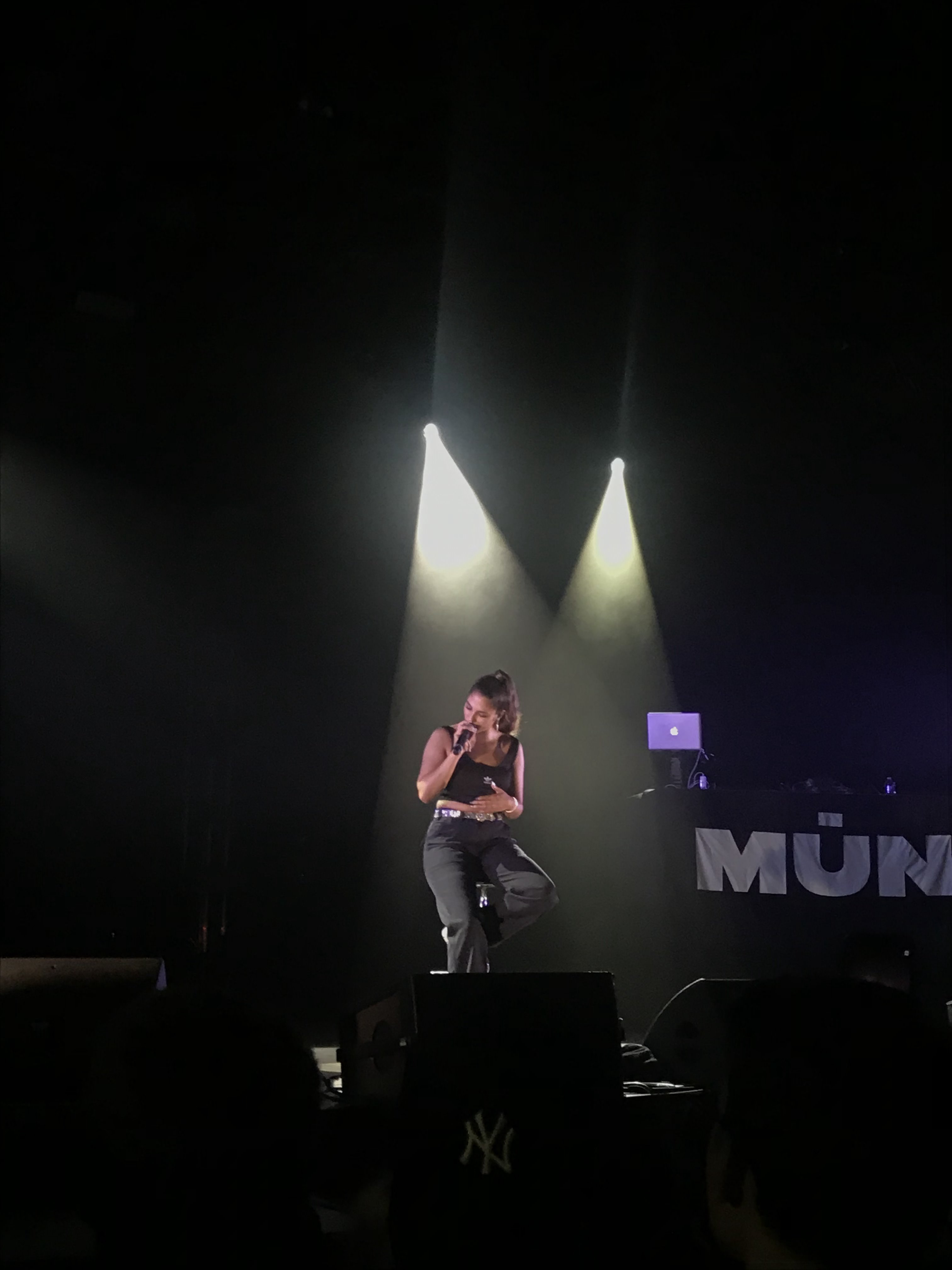
La rappeuse Chilla à Alpexpo.

- Scène Belledonne : Loud, Hocus Pocus, Bon Entendeur et Vladimir Cauchemar.
- Scène Chartreuse : Yseult, Chilla, Lorenzo et Suzane.
- Scène Vercors : Léo Fifty Five, Blu Samu et Pongo.

Samedi 19 octobre 2019 :
- Scène Belledonne : Bagarre, Ofenbach, N'TO, Arnaud Rebotini et Madben.
- Scène Chartreuse : Bernadette, Calling Marian, Mila Dietrich B2B Sara Zinger, Contrefaçon, Warface, Billx, Radium et Maissouille.
- Scène Vercors : Human Pattern, Sein et Atoem.

Les trois scènes sont intérieures et à cheval sur les locaux du Summum et du Hall 89 d'Alpexpo,.

### Quatrième édition
La 4e édition s'est tenue les 4 et 5 mars 2022 à l’Alpexpo de Grenoble.
Vendredi 4 mars 2022 :
- Scène Vercors : PLK, Gazo, Koba LaD, Luidji
- Scène Chartreuse : Worakls, Deluxe, Meute, Salut c'est cool
- Scène Belledonne : Gargäntua, Romane Santarelli, Suzuya

Samedi 5 mars 2022 :
- Scène Vercors : 47Ter, Caballero vs JeanJass, Soso Maness, Berywam, Benjamin Epps
- Scène Chartreuse : Billx, Popof b2b Space 92, Jon Hopkins, Thylacine, Max Cooper
- Scène Belledonne : French Fuse, Seth Gueko x Stos, Makala, Kanoe

### Cinquième édition
La 5e édition s'est tenue les 3 et 4 mars 2023  avec une programmation calibrée Rap et Electro à l’Alpexpo-Summum.
Vendredi 3 mars 2023 :
Zola, Malaa, Lorenzo, NTO, Feder, Youv Dee, Chilla, Train Fantôme, Bagarre, Ouai Stéphane, Chéri, JJ Lova
Samedi 4 mars 2023 :
Niska, Josman, Ellen Allien, Tiakola, Ziak, Partiboi69, Viper Diva, Oxia, Mouse Party x Mehdi Maïzi, HDX, Tauceti

### Sixième édition
La 6e édition, qui se tiendra les 8 et 9 mars 2024, annonce un tournant vers une programmation plus urbaine.